# Starz Distribution
Starz Distribution (anteriormente IDT Entertainment y Starz Media) es la unidad operativa de cine, animación, televisión y video doméstico de Starz Inc., una subsidiaria de Lionsgate. Starz Distribution desarrolla, produce y adquiere contenido de programación original (Starz y AMC), largometrajes (Anchor Bay Films), anime (Manga Entertainment) y otros entretenimientos filmados. Los métodos de distribución incluyen DVD, formatos digitales y televisión tradicional.

## Historia
En mayo de 2004, IDT Entertainment compró una participación minoritaria en POW! Entertainment con derechos de distribución exclusivos de las propiedades de DVD animadas de POW y desarrollo conjunto de 6 películas de dibujos animados. En 2005, IDT firmó un contrato con 20th Century Fox. El 16 de mayo de 2006, IDT acordó vender su división IDT Entertainment a Liberty Media "por todos los intereses de Liberty Media en IDT, $ 186 millones en efectivo y la asunción de la deuda existente".
El 31 de agosto de 2006, se completó la venta de todas las operaciones estadounidenses de IDT Entertainment y varias operaciones internacionales. "Se espera que el resto del acuerdo, para incluir las operaciones canadienses y australianas, se cierre en las próximas semanas después de que se haya otorgado la aprobación regulatoria". Esta venta se completó el 29 de septiembre de 2006. El 4 de enero de 2011, The Weinstein Company compró una participación del 25% en la unidad operativa. Si bien no incluye los derechos de televisión, el acuerdo abarca Blu-ray, DVD y VOD, pay-per-view y distribución digital y cubre hasta 20 títulos de TWC y Dimension por año. Incluyen El discurso del rey, Blue Valentine y Company Men. Starz adquirió la participación del 25% propiedad de Weinstein en octubre de 2015.
El 11 de enero de 2013, Liberty Media Corporation completó la "escisión" de su segmento Starz Entertainment como una entidad separada. Bajo esta nueva estructura, la entidad que se conocía como "Starz Media" se convirtió en Starz Distribution. En noviembre de 2015, Waterman Entertainment compró el estudio de animación Film Roman de Starz Distribution. El 8 de diciembre de 2016, Lionsgate compró Starz Inc. por $4400 millones.

## Subsidiarias
- Digital Production Solutions (DPS)
- Global Animation Studio
- Starz Media Sales
- Starz Digital

## Participaciones minoritarias
Starz Distribution tiene participaciones minoritarias en:
- Vanguard Animation (Interés minoritario);
- Empresa conjunta con NorthStar Entertainment Group, Inc., una subsidiaria de Christian Broadcasting Network.

## Antiguas subsidiarias
- Mainframe Entertainment (ahora propiedad de Wow Unlimited Media)
- Film Roman (ahora propiedad de Waterman Entertainment).
- Arc Productions (ahora propiedad de Boat Rocker Media como la oficina de Toronto de Jam Filled Entertainment).
- ¡POW! Entertainment (5%, ahora propiedad de Camsing International Holding)
- Anchor Bay Entertainment (cerrado, integrado en Lionsgate Home Entertainment)
- Manga Entertainment: distribución de anime (transferido a Lionsgate Home Entertainment)

## Películas de acción en vivo
- Jericó (2001)
- Espera (2006)
- Habitación 6 (2006)
- Tamaño de la reina (2008)
- Bajo aprendizaje (2008)
- Seducción azul (2009)
- Mesa para tres (2009)
- The Dog Who Saved Christmas (2009)
- A Nanny for Christmas (2010)
- The Dog Who Saved Christmas Vacation (2010)
- The Dog Who Saved Halloween (2011)
- Bandada de tipos (2017)

## Películas animadas
Starz Distribution/IDT Entertainment han estado a cargo de la producción o distribución de animación de las siguientes películas:
- Hair High (2004; con Plymptoons) (solo distribución)
- El héroe de todos (2006; con 20th Century Fox)
- Los piratas que no hacen nada: una película de VeggieTales (2008; con Big Idea Productions y Universal Pictures)
- Space Chimps (2008; con Vanguard Animation y 20th Century Fox) (solo distribución)
- 9 (2009; con funciones de enfoque )
- El duende feliz (2005; con Film Roman y NBC)
- Hellboy: Sword of Storms (2006; con Revolution Studios)
- Stan Lee presenta: Mosaic (2007; con POW Entertainment y Anchor Bay)
- Turok: Son of Stone (2008; con Classic Media, Film Roman y Genius Products)
- El mundo embrujado de El Superbeasto (2009; con Film Roman, Carbunckle Cartoons y Anchor Bay Films)
- Dante's Inferno: An Animated Epic (2010; con Production IG)
- The Legend of Secret Pass (2010; con JC2 Animated Entertainment)
- Dead Space: Aftermath (2011; con Pumpkin Studio, Visceral Games y Electronic Arts)